# أوركون كوكتشو
أوركون كوكتشو (مواليد 29 ديسمبر 2000) هو لاعب كرة قدم تركي يلعب في مركز خط الوسط في نادي بشكتاش على سبيل الإعارة من بنفيكا.

## روابط خارجية
- أوركون كوكتشو على موقع الاتحاد الدولي (مؤرشف)  (الإنجليزية)
- أوركون كوكتشو على موقع الاتحاد الأوربي (الإنجليزية)
- أوركون كوكتشو على موقع اتحاد تركيا (لاعب) (الإنجليزية)
- أوركون كوكتشو على موقع قاعدة بيانات كرة القدم.إي يو (الإنجليزية)
- أوركون كوكتشو على موقع ليكيب (الفرنسية)
- أوركون كوكتشو على موقع ناشيونال فوتبول تيمز (الإنجليزية)
- أوركون كوكتشو على موقع Soccerbase.com (لاعب) (الإنجليزية)
- أوركون كوكتشو على موقع Soccerway.com (الإنجليزية)
- أوركون كوكتشو على موقع عالم كرة القدم.نت (الإنجليزية)
- أوركون كوكتشو على موقع AS.com (الإسبانية)